# HD 23856
HD 23856，又名CD-30 1494，SAO 194531、HR 1179，是一颗恒星，视星等为6.55，位于銀經227.75，銀緯-51.5，其B1900.0坐标为赤經3h 43m 15.7s，赤緯-30° -51.5′ 32″。